# Konrád I. Mladší
Konrád I. (asi 881 – 23. prosince 918 ve Weilburgu), někdy též zvaný Konrád Mladší, byl od roku 906 franským vévodou a od roku 911 východofranským králem.

## Rodinné poměry
Konrád I. byl nejstarším synem hraběte Konráda Staršího (odtud přízvisko Mladší), který vládl v Oberlahngau a jeho ženy Glismut, nemanželské dcery Karlovce a východofranského krále Arnulfa Korutanského. Jeho otec byl nejvlivnějším Konrádovcem, příslušníkem mocného rodu, jehož vliv zasahoval do Durynska, Lotrynska a Dolního porýní. V roce 913 se oženil se zhruba stejně starou Kunhutou Švábskou, která zemřela roku 915 nebo Konráda přežila. Svazek zůstal bezdětný.
Sourozenci:
- Eberhard (* 885; † 2. říjen 939 u Andernachu), od roku 918 Franský vévoda
- Otto († po roce 918), 904 hrabě v Ruhrgau, 912 hrabě na středním povodí Lahnu
- sestra, jejíž jméno nezůstalo zachováno

Konrádovci už po dvě generace byli ve válce s franskými rivaly Babenberky o mocenskou převahu nad Franským vévodstvím. Roku 906 přepadl falckrabě Adalbert Babenberský ze zálohy konrádovce u Fritzlaru. V boji našel smrt jak Konrád Starší, tak oba Adalbertovi bratři. Adalbert byl za tento čin uvězněn, odsouzen a popraven, Babenberkové tím ztratili všechny úřady a državy ve Franském vévodství. Konrád Mladší se tak stal nezpochybnitelným Franským vévodou.

## Východofranský král

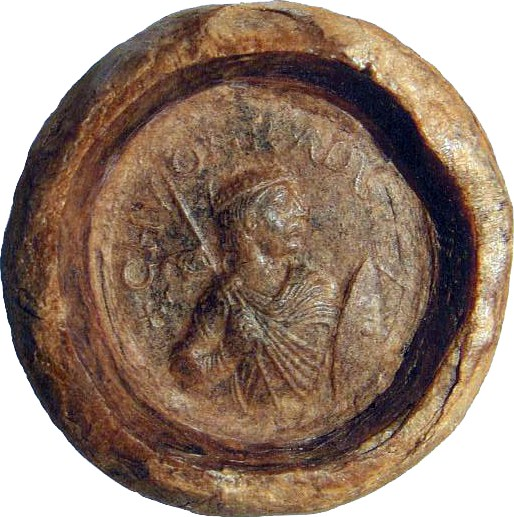
Konrádova pečeť

Jako Franský vévoda a rádce krále zastával Konrád Mladší důležitou roli v rámci Východofranské říše během vlády Ludvíka Dítěte. Tento poslední karolinský král Východofranské říše byl korunován ve věku šesti let a královskou moc za něj museli uplatňovat jeho rádci. Po náhlé smrti Ludíka Dítěte v roce 911 byl Konrád mladší mezi 7. a 10. listopadem 911 na královské falci ve Forchheimu zvolen Východofranským králem. Stal se tak prvním východofranským králem, který byl zvolen knížaty, doposud platilo dědické právo, Ludvík Dítě ale neměl dědice. Při volbě sehrálo roli jak Konrádovo postavení v říši, tak fakt, že byl s Ludvíkem příbuzný (Konrádova matka byla Ludvíkova nevlastní sestra) a tak mohl na královský rod Karlovců alespoň nepřímo navázat.
K volbě ovšem nebyl pozván západofranský král Karel III. zvaný Bezelstný (nebo i Prosťáček), který rovněž pocházel z karolinského rodu. Tím Východofranská říše ztratila dynastické propojení se Západofranskou říší. Cenou za tuto rozluku byla ztráta Lotrinska, protože lotrinský vévoda Reginar podřídil lotrinské vévodství Západofranské říši. Konrádovi se ani po třech válečných taženích v letech 912 a 913 nepodařilo situaci zvrátit a Lotrinsko přivedl zpět do Východofranské říše až Konrádův nástupce Jindřich Ptáčník.

### Spor Konráda s Arnulfem Bavorským

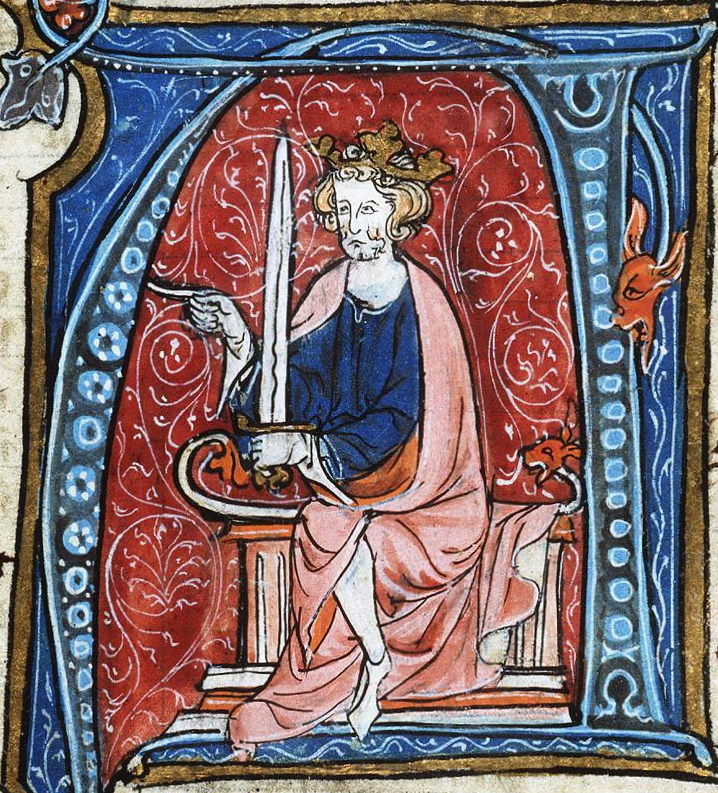
Král Konrád I., Jacob van Maerlant, 1325–1335

Konrád se od počátku své vlády rozhodl přímo uplatňovat své královské pravomoci. Záhy proti němu povstala nejdůležitější říšská vévodství, jejichž vévodové si nechtěli nechat do vnitřních záležitostí zasahovat: Švábsko a Bavorsko (tato vévodství byla rodově propojena) a Sasko. Ovládaná oblast se tak vlastně smrskla jen na původní Franské vévodství. Konrád se snaží vévody přinutit k poslušnosti nejprve dynasticky, když si v roce 913 bere za manželku Kunhutu Švábskou, matku (podle jiných teorií macechu) Arnulfa Bavorského a sestru švábského vévody Erchangera a hraběte Bertholda. Uklidnění poměrů však nenastalo, protože švábský vévoda Erchanger měl dlouhodobé problémy s církví, o niž se Konrádova vláda opírala. Rozbroje vyvrcholily téhož roku, když se Erchanger dostal do ostrých sporů s biskupem Salomosem, které Erchanger vyhrotil biskupovým uvězněním. Konrád musel vojensky zasáhnout, biskupa osvobodil a Erchangera i jeho bratra Bertholda vypověděl ze země. Ti se uchýlili ke svému synovci Arnulfovi do Bavorska a křehká rovnováha založená na sňatku s Kunhutou byla zničena.

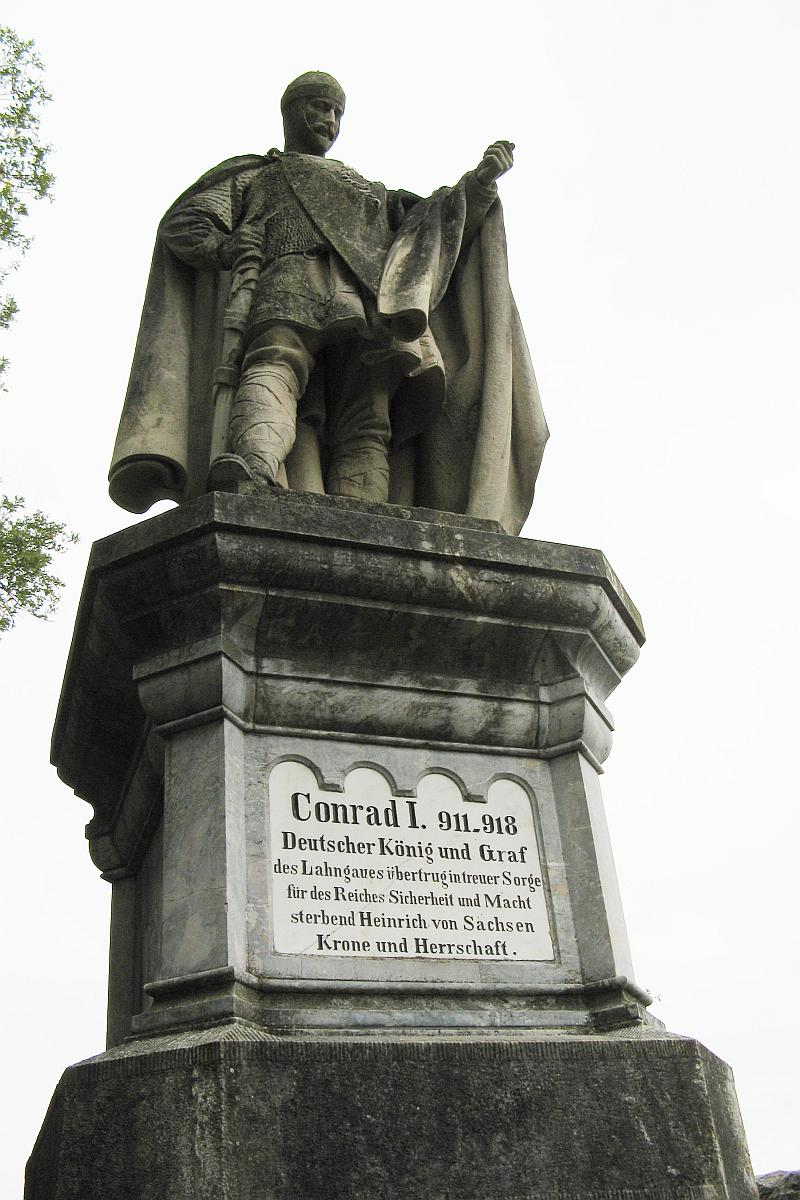
Socha Konráda I. z roku 1894

Roku 914 vpadl Konrád do Bavorska, aby podrobil zdejší poměry své vůli. Arnulf utíká k Maďarům, což je ironické: před rokem je spolu s Erchangerem a Bertholdem porazil v bitvě na řece Innu a podepsal s nimi mírovou smlouvu. Erchanger s Bertholdem se roku 915 vracejí do Švábska, kde se jim daří porazit králova vojska a opět se ujmout faktické moci. Erchanger konfiskuje statky biskupa Salomose a král nijak nezasahuje. Prozatím.
Konrád totiž téhož roku hodlal urovnat poměry v Sasku a vymoci na saském vévodovi Jindřichovi poslušnost. Vytáhl na Sasko, Jindřich se mu postavil nedaleko Grone (dnešní Göttingen) a mezi oběma stranami bylo ujednáno příměří. Jindřich se králi formálně podrobil, Konrád se však vzdal nároku na přímé vykonávání královské vlády v Sasku. Historikové z toho vyvozují, že součástí této dohody bylo i ujednání, že Jindřich, pokud by Konrád zemřel před ním, má být s franskou, tj. především konrádovskou podporou zvolen za krále.
Roku 916 svolává král Konrád říšský sněm, jehož se účastní i Vévoda Erchanger a hrabě Berthold. Král je nechá uvěznit za konflikty s církví a vydává je církevnímu synodu. Ten je odsuzuje k doživotnímu žaláři. O rok později oba odsouzení nabízejí králi Konrádovi dohodu, ten ji ale nepřijímá a nechává oba bratry 21. ledna 917 popravit.

### Konrádova smrt
Arnulf se v reakci na popravu svých příbuzných vrací do Bavorska, aby obnovil svůj odboj proti králi. Král Konrád vede vojsko do bitvy, je v ní ale těžce raněn. Na následky zranění umírá bez dědice 23. prosince 918. Po jeho smrti je říšskými vévody za krále zvolen podle Konrádovy poslední vůle saský vévoda Jindřich zvaný Ptáčník. Arnulf Bavorský se volby krále neúčastní.